# Родюкіно
Родю́кіно (рос. Родюкино) — присілок у складі Нікольського району Вологодської області, Росія. Входить до складу Краснополянського сільського поселення.

## Населення
Населення — 229 осіб (2010; 171 у 2002).
Національний склад (станом на 2002 рік):
- росіяни — 97 %